# واين مكولوغ
واين مكولوغ (بالإنجليزية: Wayne McCullough) مواليد 7 يوليو 1970 في بلفاست، هو ملاكم بريطاني سابق صنّف ضمن فئة وزن الريشة. حقق بطولة المجلس العالمي للملاكمة. سبق أن شارك في دورة الألعاب الأولمبية الصيفية.

## إحصائيات
خاض خلال مسيرته 34 نزالا، فاز في 27 ولم يتعادل وخسر في 7. فاز بالضربة القاضية في 18 نزالا.

## الميداليات
| الميدالية | المسابقة                       |
| --------- | ------------------------------ |
| فضية      | الألعاب الأولمبية الصيفية 1992 |
| ذهبية     | دورة ألعاب الكومنولث 1990      |

## روابط خارجية
- واين مكولوغ على موقع بوكس ريك (الإنجليزية) (registration required)
- واين مكولوغ على موقع أوليمبيديا (الإنجليزية)
- واين مكولوغ على موقع اتحاد ألعاب الكومنولث (مؤرشف) (الإنجليزية)